# Samorost
Samorost (можно перевести как «самобыт») — компьютерная игра в жанре point-and-click квеста с элементами головоломки, созданная Якубом Дворским во время его обучения в Высшей школе прикладного искусства в Праге и ставшая его дипломной работой.
Музыка к игре была подобрана Якубом Дворски из различных источников.

## Игровой процесс
Игрок взаимодействует с игровым миром простыми щелчками мыши, управляя персонажем в пижаме (Дворски назвал его незатейливо: «Гном»). Суть игры заключается в том, чтобы предотвратить столкновение родной планеты Гнома с астероидом.

## Производство
Первая часть игры была дипломной работой Якуба Дворски на факультете анимационных фильмов пражской Академии искусств, архитектуры и дизайна. Обычно выпускники университета готовили дипломные работы в виде короткометражной мультипликации, но он поступил иначе, создав интерактивный проект. Это несколько озадачило преподавателей старшего поколения, но значительно заинтересовало более молодых учителей, и в результате Дворски защитил диплом на «хорошо».
Во время создания дилогии «Samorost» цифровой фотокамерой фотографировались кора, корни, трава, мхи, затем обрабатывались в программе Adobe Photoshop — обрезка, подгонка, ретуширование. Доведённые до кондиции фоны импортировались в Macromedia Flash, где создавались анимация и интерактивные сценарии. В Macromedia Flash также добавлялись музыка и звуки.

## Продолжения
Спустя некоторое время Дворски и его веб-дизайн студия Amanita Design (Брно, Чехия) создали продолжение, Samorost 2, в котором Гнома ждут более продолжительные приключения, цель которых — спасти его собаку, похищенную жителями другой планеты, и успешно вернуться домой.
Первая часть игры на своей странице на официальном сайте предоставлена бесплатно, а продолжение (уже в виде коллекционной версии) можно приобрести на том же сайте, но уже на своей странице за 5 $. Также игра Samorost 2 доступна в игровых сетях Steam и GOG.
Samorost 2 получила приз на IGF 2007 как лучшая браузерная игра, третье место в номинации «самая инновационная Flash-игра 2003 года» на flashkit.com , номинант Webby Award 2003 и Top Talent Award 2003.
В октябре 2013 года был официально анонсирован выход Samorost 3. Разработчики также заявили третью часть игры на участие в IGF 2014. Samorost 3 вышел 24 марта 2016 года. Игра Samorost 3 так же, как и вторая часть, доступна как в Steam, так и в GOG.

## Награды
- Samorost
  - Top Talent Award — Номинант (2003)
  - Webby Award — Номинант (2004)
- Samorost II получила призы
  - на IGF 2007 как лучшая браузерная игра
  - третье место в номинации «самая инновационная Flash-игра 2003 года» на flashkit.com
  - номинант Webby Award 2003
  - номинант Top Talent Award 2003.

## Скриншоты

Дом основного персонажа — гнома в Саморосте
Сцена игры в Samorost 2. Главный персонаж стоит справа.

## Переиздание
20 мая 2021 года на PC, Android и iOS был выпущен ремастер игры.
В переиздании был улучшен звук, графика и обновлено музыкальное сопровождение.